# Прикарпатский военный округ
Прикарпатский военный округ (ПрикВО) (укр. Прикарпатський військовий округ) — оперативное объединение (военный округ) Вооружённых сил Союза ССР и Вооружённых сил Украины), существовавший на территории областей западной Украины в период с 1945 года по январь 1998 года.

## История
В 1944—1945 годах на территории УССР было сформированы два военных округа: Львовский военный округ и Прикарпатский военный округ, которые с июля 1945 года существовали одновременно друг с другом.
16 мая 1944 года на освобождённых от немецкой оккупации территориях Западной Украины был создан Львовский военный округ. Управление округа располагалось в городе Дрогобыч, в августе 1944 года переведено в Львов. Округ изначально включал в себя следующую территорию УССР: Львовская область, Волынская область, Ровенская область, Житомирская область, Дрогобычская область, а также Берездовский район, Полонский район, Шепетовский район, Изяславский район и Славутский район Каменец-Подольской области.
Изначально в состав округа вошла 43-я запасная стрелковая дивизия, затем началось сформирование прочих запасных и тыловых частей. Основной задачей округа до мая 1945 года была подготовка резервов и материальных ресурсов для действующей армии, затем сменившаяся на проведение демобилизации, расформирование выводимых на территорию СССР воинских частей и восстановление разрушенной военной инфраструктуры на его территории. Части округа привлекались к ведению боевых действий против антисоветских националистических вооружённых формирований на Западной Украине.
Летом 1945 года в состав округа дополнительно вошли войска и управление 31-й армии, 13-й армии и 52-й армии, 3-й гвардейский кавалерийский корпус, 4-й гвардейский кавалерийский корпус, 6-й гвардейский кавалерийский корпус, 2-й артиллерийский корпус и другие части. В ходе начавшейся после войны перестройкой структуры Вооружённых сил на территории Львовского ВО был сформирован ряд механизированных дивизий: 5-я гвардейская, 10-я гвардейская, 11-я гвардейская и 13-я.
Командующие — генерал-лейтенант И. К. Смирнов (16.05.1944—09.07.1945); генерал-полковник М. М. Попов (24.07.1945—04.06.1946). Начальник штаба — генерал-майор Н. В. Городецкий (16.05.1944—04.06.1946).
Командующий ВВС Львовского ВО — полковник Богородецкий А. К. (февраль—ноябрь 1945).
В июле 1945 года из войск 4-го Украинского фронта был создан Прикарпатский военный округ со штабом в Черновцах. Округ включал в себя следующую территорию УССР (включая переданные из Львовского ВО): Станиславская область, Тернопольская область, Черновицкая область, Винницкая область, Закарпатская Украина, Каменец-Подольская область (не включая Берездовский район, Полонский район, Шепетовский район, Изяславский район и Славутский район). Первым начальником политотдела округа был Л. И. Брежнев.
3 мая 1946 года округа были объединены в Прикарпатский военный округ с управлением в городе Львов.
В 1974 году округ был награждён орденом Красного Знамени.
С января 1992 года округ вошёл в состав ВС Украины. В январе 1998 года округ переформирован в Западное оперативное командование Вооружённых сил Украины.

## Состав

### Сухопутные войска
В ПрикВО в 1990 году числилось примерно 280 тысяч военнослужащих, 2400 танков, 2700 боевых бронированных машин, 1200 орудий, миномётов и РСЗО, 370 боевых и транспортных вертолётов.
По состоянию на конец 1990 года военный округ включал:
- Управление (штаб) округа (Львов);
- 239-й отдельный батальон охраны и обеспечения штаба (Львов);
- 24-я мотострелковая Самаро-Ульяновская, Бердичевская, Железная ордена Октябрьской Революции, трижды Краснознамённая, орденов Суворова и Богдана Хмельницкого дивизия (Яворов);
- 168-я мотострелковая дивизия кадра (Бердичев);
- 251-я запасная мотострелковая дивизия кадра (Черновцы);
- 62-я запасная танковая дивизия кадра (Бердичев);
- 72-я артиллерийская дивизия кадра (Жмеринка);
- 61-я зенитная ракетно-артиллерийская дивизия кадра (Дзиговцы);
- 119-я зенитная ракетно-артиллерийская дивизия кадра (Житомир);
- 232-я дивизия охраны тыла (Славута);
- 233-я дивизия охраны тыла (Хмельницкий);
- 63-й узел связи (Львов);
- 39-я отдельная десантно-штурмовая бригада — 224-й УЦ ВДВ (Хыров);
- 188-я артиллерийская бригада большой мощности (Емильчино);
- 420-я артиллерийская бригада большой мощности кадра (Нестеров);
- 430-я тяжёлая гаубичная артиллерийская бригада кадра (Нестеров);
- 980-й противотанковый артиллерийский полк (Нестеров);
- 35-я гвардейская ракетная бригада (Нестеров);
- 25-я зенитная ракетная бригада (Стрый);
- 146-й командно-разведывательный центр (Брюховичи);
- редакционно-издательская группа (на иностранных языках) (Львов);
- 8-я отдельная бригада специального назначения (Изяслав);
- 147-я отдельная радиотехническая ордена Красной Звезды бригада особого назначения (Броды);
- 1046-й отдельный зенитный ракетный полк (Коростень);
- 2286-й запасной зенитный ракетно-артиллерийский полк
- 160-й реактивный артиллерийский полк (Свалява);
- 340-й отдельный транспортно-боевой вертолётный полк (Калинов);
- 379-й отдельный полк беспилотных средств разведки (Староконстантинов);
- 383-й отдельный полк беспилотных средств разведки (Каменка-Бугская);
- 111-я смешанная авиационная эскадрилья (Львов (Скнилов));
- 114-я инженерная бригада (Гайсин;
- 50-й инженерно-сапёрный полк (Самбор);
- 54-й понтонно-мостовой полк (Каменец-Подольский;
- 98-я бригада связи (Старичи);
- 99-я бригада связи (Воля Высоцкая);
- 100-я бригада связи (Воля Высоцкая);
- 186-й отдельный полк связи тыла (Нестеров);
- 68-я радиотехническая бригада (Стрый);
- 245-й отдельный полк РЭБ (Борислав);
- 644-й отдельный батальон РЭБ (Самбор);
- 22-я бригада химической защиты (Самбор);
- 24-й полк разведки и засечки (Самбор);
- 300-й отдельный батальон засечки и разведки (Долина);
- 84-я бригада материального обеспечения (Львов);
- 85-я бригада материального обеспечения (Нестеров);
- 90-я бригада материального обеспечения (Самбор);
- 8-я автомобильная бригада (штаб);
- 3-й отдельный автомобильный полк;
- 63-я трубопроводная бригада;
- 19-я медицинская бригада (штаб);
- 38-й отдельный дисциплинарный батальон (Яворов);
- 636-й отдельный понтонно-мостовой батальон;
- 390-я артиллерийская ремонтная мастерская;
- 175-й подвижный танкоремонтный завод;
- 1453-я авиационная база вертолётная;
- 3169-й аэродром сухопутный вертолётного базирования;
- 1500-я база ремонта и хранения специальных средств (Бережаны;
- 4600-я база хранения военной техники (Дзуговка);
- 5909-й окружной инженерный склад;
- 1529-й инженерный склад (Ровно);
- 110-й гвардейский окружной учебный центр (Черновцы);
- 119-й гвардейский окружной учебный центр (Бердичев);

#### 66-й артиллерийский корпус
- Штаб корпуса (Нестеров);
- Соединения и части корпусного подчинения;
- 26-я артиллерийская Сивашско-Штеттинская дважды Краснознамённая, ордена Суворова дивизия;
- 81-я артиллерийская дивизия (Виноградов).

#### 8-я танковая армия
На 19 ноября 1990 года 8-я танковая Краснознамённая армия располагала одной танковой дивизией.
- Управление командующего, штаб, рота охраны и обеспечения (Житомир);
- Соединения и части армейского подчинения;
- 23-я танковая Будапештская Краснознамённая, ордена Суворова дивизия[α] (Овруч)
- 30-я гвардейская танковая Ровенская Краснознамённая, ордена Суворова дивизия (Новоград-Волынский).
- 50-я танковая дивизия кадра[β] (Житомир)

#### 13-я общевойсковая армия
На 19 ноября 1990 года 13-я общевойсковая Краснознамённая армия располагала тремя мотострелковыми дивизиями.
- Управление командующего, штаб, рота охраны и обеспечения (Ровно);
- Соединения и части армейского подчинения
- 51-я гвардейская мотострелковая Харьковско-Пражская ордена Ленина, дважды Краснознамённая, орденов Суворова и Кутузова дивизия (Владимир-Волынский);
- 97-я гвардейская мотострелковая Полтавская Краснознамённая, орденов Суворова и Богдана Хмельницкого дивизия (Славута);
- 161-я мотострелковая Станиславская Краснознамённая, ордена Богдана Хмельницкого дивизия (Изяслав).
- 83-я мотострелковая дивизия кадра (Луцк)
- 275-я мотострелковая дивизия кадра (Изяслав)

#### 38-я общевойсковая армия
На 19 ноября 1990 года 38-я общевойсковая Краснознамённая армия располагала тремя мотострелковыми дивизиями.
- Управление командующего, штаб, рота охраны и обеспечения (Ивано-Франковск);
- Соединения и части армейского подчинения;
- 17-я гвардейская мотострелковая Енакиевско-Дунайская Краснознамённая, ордена Суворова дивизия (Хмельницкий);
- 70-я гвардейская мотострелковая Глуховская ордена Ленина, дважды Краснознамённая, орденов Суворова, Кутузова и Богдана Хмельницкого дивизия (Ивано-Франковск);
- 128-я гвардейская мотострелковая Туркестанская Краснознамённая дивизия (Мукачево).
- 146-я мотострелковая дивизия кадра[γ] (Ярмолинцы)
- 276-я мотострелковая дивизия кадра (Ужгород)

| ВВС округа представляли 8-я воздушная армия (до 9 апреля 1946 года в составе Львовского военного округа) и 14-я воздушная Краснознамённая армия (в период 1980—1988 — ВВС ПрикВО). В её составе находились управления 4-й истребительной и 289-й бомбардировочной авиационной Никопольской Краснознамённой дивизий. В их составе: - 92-й истребительный авиационный полк - 145-й истребительный авиационный полк - 192-й истребительный авиационный полк - 452-й штурмовой авиационный полк - 243-й смешанный авиационный полк - 69-й авиационный полк истребителей-бомбардировщиков - 179-й авиационный полк истребителей-бомбардировщиков - 686-й бомбардировочный авиационный полк - 118-й авиационный полк РЭБ На территории округа находилось управление 15-й гвардейской тяжёлой бомбардировочной авиационной дивизии 46-й воздушной армии ВГК и её 341-й авиационный полк, а также некоторые соединения 24-й воздушной армии ВГК: - 168-й истребительный авиационный полк 138-й истребительной авиационной дивизии - 32-я бомбардировочная авиационная дивизия - 7-й бомбардировочный авиационный полк - 727-й гвардейский бомбардировочный авиационный полк - 56-я бомбардировочная авиационная дивизия - 230-й бомбардировочный авиационный полк - 947-й бомбардировочный авиационный полк | Воздушное прикрытие округа осуществлял 28-й корпус 2-й отдельной армии ПВО. В его составе: - 179-й истребительный авиационный полк - 894-й истребительный авиационный полк - 269-й гвардейский зенитный ракетный полк - 254-й зенитный ракетный полк - 270-й зенитный ракетный полк - 312-й зенитный ракетный полк - 438-й зенитный ракетный полк - 521-й зенитный ракетный полк - 540-й зенитный ракетный полк - 582-й зенитный ракетный полк - 1-я радиотехническая бригада - 10-й радиотехнический полк - 99-й радиотехнический полк |

### РВСН
На территории округа располагались 37-я гвардейская, 19-я, 44-я, 50-я ракетные дивизии 43-й ракетной армии.

## Командование войск округа (СССР)

### Командующие войсками
- генерал армии Ерёменко, Андрей Иванович (31 июля 1945 — 7 октября 1946)
- генерал-полковник Галицкий, Кузьма Никитович (7 октября 1946 — 29 ноября 1951)
- Маршал Советского Союза Конев, Иван Степанович (29 ноября 1951 — 11 марта 1955)
- генерал армии Батов, Павел Иванович (11 марта 1955 — 17 апреля 1958)
- генерал армии Гетман, Андрей Лаврентьевич (17 апреля 1958 — 7 мая 1964)
- генерал-полковник Лащенко, Пётр Николаевич (7 мая 1964 —10 августа 1967)
- генерал-полковник Бисярин, Василий Зиновьевич (21 сентября 1967 — 8 ноября 1969)
- генерал-полковник танковых войск Обатуров, Геннадий Иванович (8 января 1970 — 30 июля 1973)
- генерал-полковник, с февраля 1978 генерал армии Варенников, Валентин Иванович (30 июля 1973 — 29 августа 1979)
- генерал армии Беликов, Валерий Александрович (29 августа 1979 — 3 сентября 1986)
- генерал-полковник Скоков, Виктор Васильевич (3 сентября 1986 — январь 1992)

### Члены Военного совета
- генерал-полковник Мехлис, Лев Захарович (июль 1945—март 1946)
- генерал-майор Новиков, Степан Митрофанович (март 1946—май 1951)
- генерал-полковник Крайнюков, Константин Васильевич (май 1947—октябрь 1948)
- генерал-лейтенант Мельников, Семён Иванович (октябрь 1948—июнь 1949)
- генерал-лейтенант Сорокин, Константин Леонтьевич (июнь 1949—июль 1950)
- генерал-лейтенант Мжаванадзе, Василий Павлович (июль 1950—ноябрь 1953)
- генерал-лейтенант Степченко, Фёдор Петрович (ноябрь 1953—май 1956)
- генерал-лейтенант, с мая 1960 генерал-полковник Лукашин, Пётр Тимофеевич (май 1956—май 1965)
- генерал-полковник Мальцев, Евдоким Егорович (май 1965—ноябрь 1967)
- генерал-лейтенант Средин, Геннадий Васильевич (декабрь 1967—июль 1973)
- генерал-майор, с мая 1974 генерал-лейтенант Фомичёв, Павел Васильевич (июль 1973—май 1976)
- генерал-майор, с октября 1977 генерал-лейтенант Шевкун, Николай Дмитриевич (май 1976—май 1980)
- генерал-майор, с ноября 1980 генерал-лейтенант Силаков, Виктор Алексеевич (май 1980—декабрь 1983)
- генерал-лейтенант Гончаров, Николай Васильевич (декабрь 1983—декабрь 1985)
- генерал-лейтенант Махов, Евгений Николаевич (декабрь 1985—февраль 1989)

### Начальники штаба
- генерал-полковник Сандалов, Леонид Михайлович (9 июля 1945 — 4 июня 1946)
- генерал-лейтенант Городецкий, Николай Васильевич (4 июня 1946 — октябрь 1946)
- генерал-лейтенант Пеньковский, Валентин Антонович (8 марта 1947 — 13 марта 1950)
- генерал-лейтенант Пулко-Дмитриев, Александр Дмитриевич (13 марта 1950 — 17 июня 1952)
- генерал армии Маландин, Герман Капитонович (17 июня 1952 — сентябрь 1953)
- генерал-лейтенант, с мая 1959 генерал-полковник Костылев, Владимир Иванович (октябрь 1953 — сентябрь 1960)
- генерал-майор, с мая 1961 генерал-лейтенант Володин, Николай Константинович (октябрь 1960 — 9 декабря 1964)
- генерал-лейтенант танковых войск Бисярин, Василий Зиновьевич (9 декабря 1964 — 22 сентября 1967)
- генерал-майор, с февраля 1968 генерал-лейтенант Якушин, Владимир Захарович (22 сентября 1967 — июль 1970)
- генерал-лейтенант Малашенко, Евгений Иванович (июль 1970 — 24 августа 1973)
- генерал-майор, с апреля 1975 генерал-лейтенант Аболинс, Виктор Яковлевич (24 августа 1973 — май 1975)
- генерал-лейтенант Тягунов, Михаил Александрович (май 1975 — 5 мая 1980)
- генерал-лейтенант танковых войск Грачёв, Николай Фёдорович (июль 1980 — март 1984)
- генерал-лейтенант танковых войск Гусев, Пётр Иванович (март 1984 — 29 января 1987)
- генерал-лейтенант Шевцов, Владимир Тихонович (21 января 1987 — 15 марта 1989)
- генерал-лейтенант Гурин, Геннадий Николаевич (июль 1989 — декабрь 1991)

### Первые заместители командующего
- генерал-лейтенант Козачек, Сергей Борисович (август 1948 — 4 августа 1949)
- генерал-лейтенант Семёнов, Иван Иосифович (4 августа 1949 — 1 декабря 1952)
- генерал-лейтенант танковых войск Обухов, Виктор Тимофеевич (1 декабря 1952 — 8 августа 1953)
- генерал-полковник Лелюшенко, Дмитрий Данилович (29 июля 1953 — 25 ноября 1953)
- генерал-полковник Жмаченко, Филипп Феодосьевич (25 ноября 1953 — 10 января 1955)
- генерал-полковник Комаров, Владимир Николаевич (10 января 1955 — 3 июня 1957)
- генерал-полковник Бабаджанян, Амазасп Хачатурович (11 января 1958 — 3 июня 1959)
- генерал-полковник Провалов, Константин Иванович (3 июня 1959 — 6 сентября 1962)
- генерал-полковник Лащенко, Пётр Николаевич (6 сентября 1962 — 7 мая 1964)
- генерал-лейтенант танковых войск Анищик, Георгий Степанович (28 августа 1964 — 15 мая 1968)
- генерал-лейтенант танковых войск Обатуров, Геннадий Иванович (15 мая 1968 — 8 января 1970)
- генерал-лейтенант Мельников, Павел Васильевич (8 января 1970 — 14 сентября 1971)
- генерал-лейтенант танковых войск Герасимов, Иван Александрович (22 ноября 1971 — 30 января 1973)
- генерал-лейтенант, с февраля 1978 генерал-полковник Абашин, Николай Борисович (9 февраля 1973 — 27 апреля 1983)
- генерал-лейтенант Калинин, Николай Васильевич (27 апреля 1983 — 5 февраля 1985)
- генерал-лейтенант Генералов, Леонид Евстафьевич (17 апреля 1985 — декабрь 1988)
- генерал-лейтенант Чечеватов, Виктор Степанович (9 января 1989 — январь 1990)
- генерал-лейтенант, с апреля 1990 генерал-полковник Генералов, Леонид Евстафьевич (январь 1990 — август 1991)
- генерал-лейтенант Шевцов, Владимир Тихонович (август — март 1992)

## Командующие войсками округа (Украина)
- генерал-лейтенант Степанов, Валерий Николаевич (январь 1992—сентябрь 1992)
- генерал-полковник Собков, Василий Тимофеевич (сентябрь 1992—апрель 1994)
- генерал-полковник Шуляк, Пётр Иванович (апрель 1994—февраль 1998)